# Chloroclystis curviscapulis
Axinoptera curviscapulis là một loài bướm đêm trong họ Geometridae.